# Harvey Mudd College
A Harvey Mudd College (HMC) é uma faculdade particular de artes liberais com foco em ciências e engenharia. Está situada em Claremont, no estado da Califórnia, e integra as Claremont Colleges. Em 2021, a faculdade matriculou 902 alunos de graduação.
A Harvey Mudd foi financiada pelos amigos e familiares de Harvey Seeley Mudd, um dos investidores da Cyprus Mines Corporation. Embora envolvido no planejamento da instituição, Mudd faleceu antes de sua inauguração em 1955. O campus foi projetado por Edward Durell Stone em estilo brutalista modernista.

## História
A Harvey Mudd College foi fundada em 1955. As aulas começaram em 1957 com uma turma de 48 alunos, 7 professores, um prédio e um dormitório. As aulas e as refeições eram realizadas no Claremont Men's College (atual Claremont McKenna College) e os laboratórios funcionavam no Baxter Science Building. Na década seguinte, mais três instalações foram concluídas: Jacobs Science Building (1959), Thomas-Garett Hall (1961) e Platt Campus Center (1963). Em 1966, o campus possuia 283 alunos e 43 professores.
Em 2006, sob a presidência de Maria Klawe, a Harvey Mudd tornou-se uma das principais defensoras da participação das mulheres nas áreas de ciência, tecnologia, engenharia e matemática (CTEM) no ensino superior.
Em abril de 2017, as aulas foram canceladas por dois dias por conta das tensões no campus sobre a carga de trabalho, questões raciais e desconfiança em relação ao corpo docente. Isso aconteceu após a morte de dois alunos da Mudd e de um aluno da Scripps naquele ano, e o vazamento do Relatório Wabash sobre ensino, aprendizado e carga de trabalho na Mudd. Em 1º de julho de 2023, Harriet Nembhard tornou-se a sexta presidente da Harvey Mudd College.

## Campus

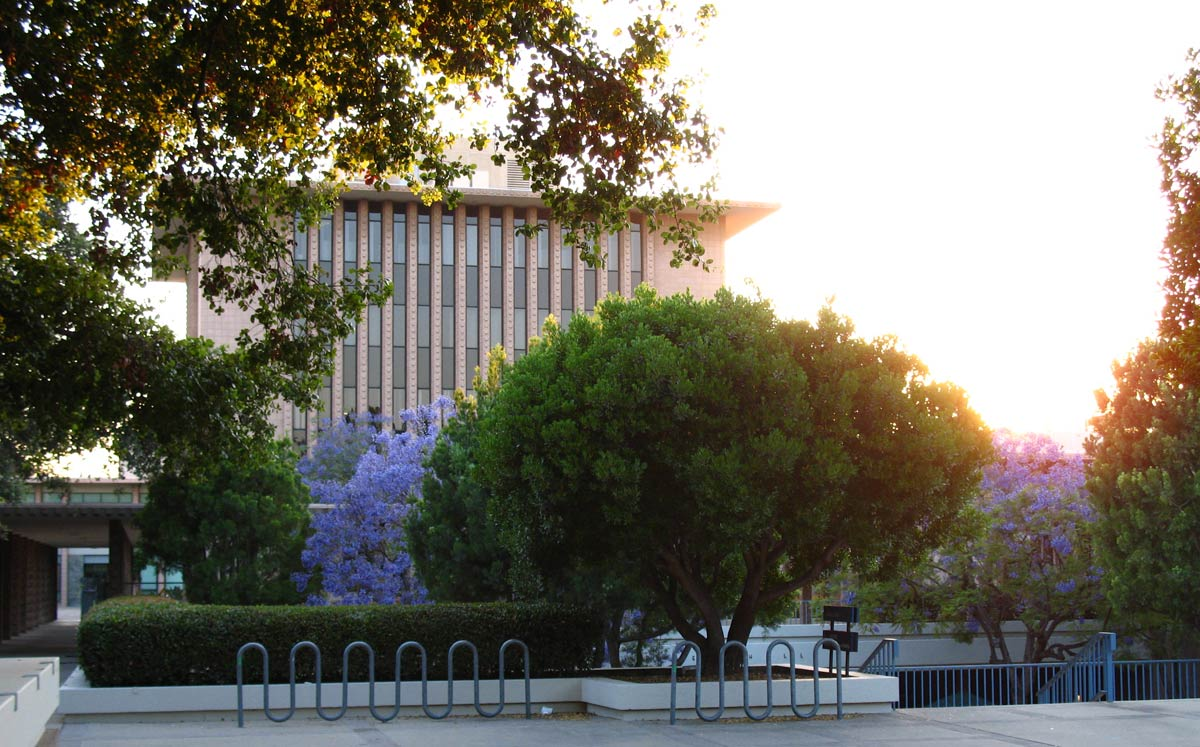
A antiga Biblioteca Memorial Norman F. Sprague.

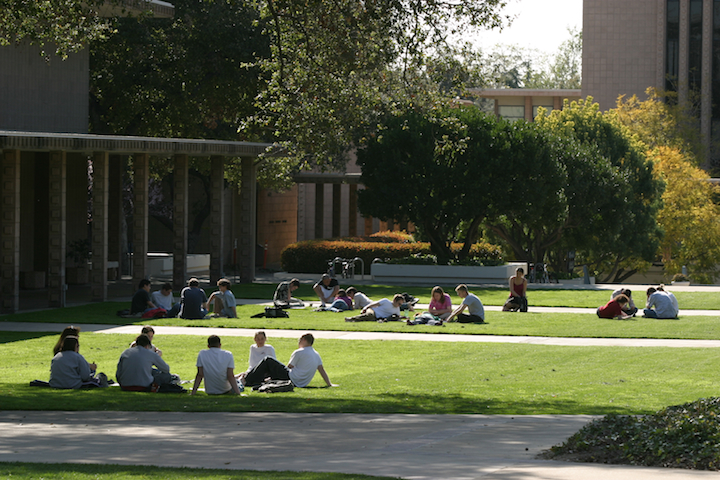
Aulas ao ar livre na Harvey Mudd.

Os prédios originais do campus, projetados por Edward Durell Stone e concluídos em 1959, apresentam características da arquitetura brutalista, marcada pelas linhas simples e pelo uso de concreto. Em 2013, a Travel + Leisure nomeou a faculdade como um dos “campi universitários mais feios dos Estados Unidos”. A Stone considerava o projeto como uma obra-prima modernista.

### Prédios acadêmicos
Os nomes dos prédios acadêmicos da Harvey Mudd College são:
- F.W. Olin Science Center (Olin) - 1992;[11][12]

- Parsons Engineering Building (Parsons) - 1972;[13]

- R. Michael Shanahan Center for Teaching and Learning (Shan) - 2013;[14]

- Jacobs Science Center (Jacobs) - 1959;[15]

- W.M. Keck Laboratories (Keck);[16]

- Scott A. McGregor Computer Science Center (Greg) - 2021.[17]

### Dormitórios
Os nomes dos dormitórios da Harvey Mudd College são:
- Mildred E. Mudd Hall (East) - 1957;[18]

- West Hall (West) - 1958;[18]

- North Hall (North) - 1959;[18]

- Marks Residence Hall (South) - 1968;[18]

- J. L. Atwood Residence Hall (Atwood) - 1981;[18]

- Case Residence Hall (Case) - 1985;[18]

- Ronald and Maxine Linde Residence Hall (Linde) - 1993;[18]

- Frederick e Susan Sontag Residence Hall (Sontag) - 2004;[18]

- Wayne e Julie Drinkward Residence Hall (Drinkward) - 2015;[18]

- Garrett House - concluída em 1959 para ser a residência do presidente e convertida em um dormitório em 2023.[19]

Até a adição dos dormitórios Linde e Sontag, os dormitórios Atwood e Case eram chamados de New Dorm e New Dorm II. Mildred E. Mudd Hall e Marks Hall são chamados de East Dorm e South Dorm. O East foi o primeiro dormitório, mas só depois que o West foi construído a oeste dele é que passou a ser chamado de East. Em seguida, foi construído o North, diretamente ao norte do East.
O quinto, o sexto, o sétimo, o oitavo e o nono dormitórios construídos são Atwood, Case, Linde, Sontag e Drinkward, respectivamente. Eles foram inicialmente chamados de “colônias”, uma referência ao fato de serem mais novos e estarem na extremidade mais distante do campus. Atualmente, são chamados de “dormitórios externos”, enquanto os outros são chamados de “dormitórios internos”. Inicialmente, a faculdade havia comprado um prédio de apartamentos adjacente aos dormitórios mais novos para abrigar mais alunos, mas ele foi demolido para dar lugar ao Sontag.

## Atividades acadêmicas

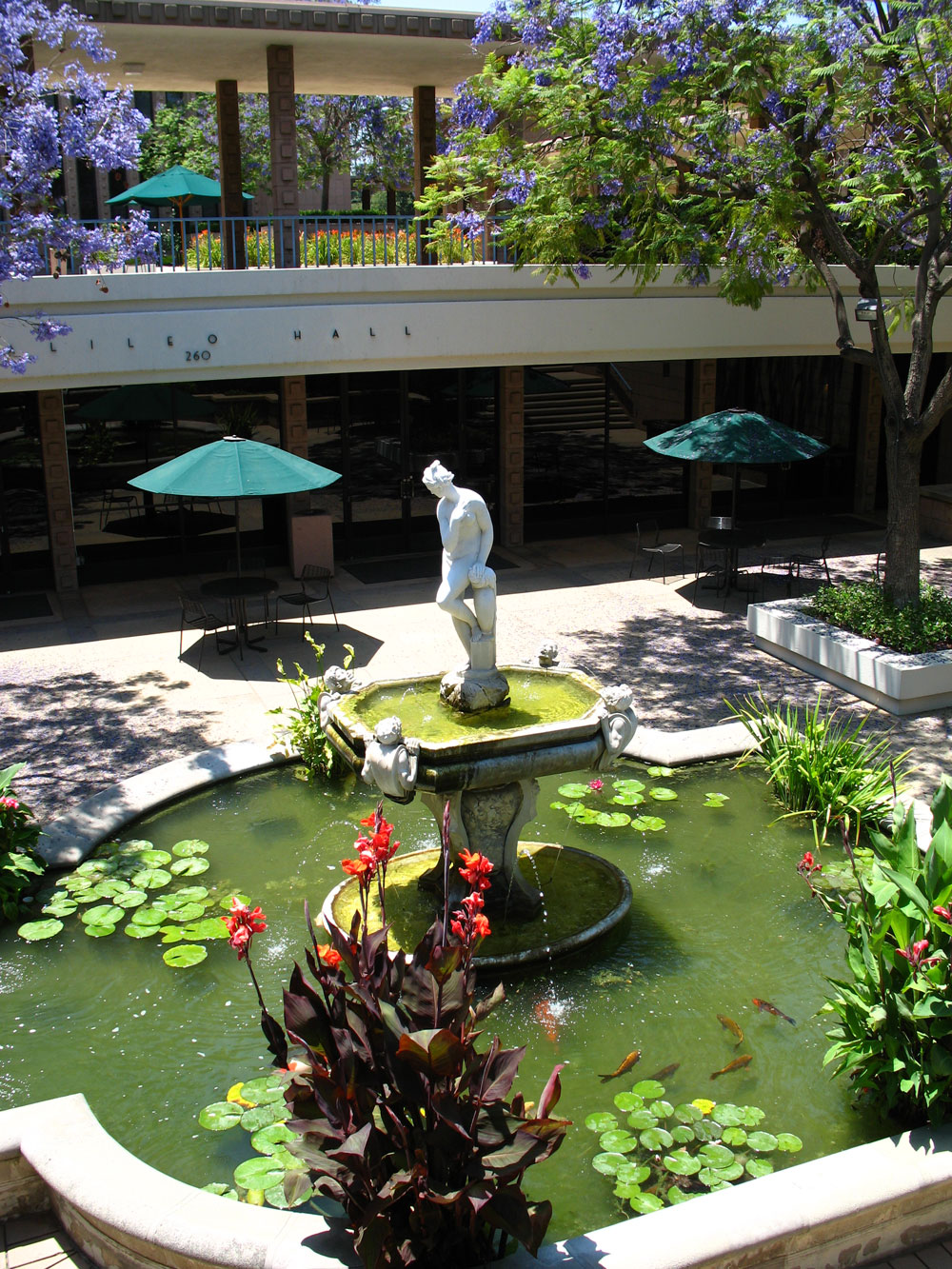
Salão Galileu e Pátio Hixon.

O HMC oferece cursos de quatro anos em química, matemática, física, ciência da computação, biologia e engenharia, além de cursos interdisciplinares em biologia matemática e computacional, e especializações conjuntas em ciência da computação e matemática; ciência da computação e física; física e matemática; e biologia e química. Os alunos também podem escolher um Programa Individual de Estudo (IPS) ou uma especialização fora do campus oferecida por qualquer uma das outras faculdades da Claremont, desde que também concluam uma especialização em um dos campos técnicos que a Harvey Mudd oferece como especialização.
Todos os alunos da HMC são obrigados a cursar o currículo base da faculdade, o que geralmente ocorre durante o primeiro e segundo anos. Isso inclui cursos de ciência da computação, engenharia, biologia, química, física, matemática, redação, de investigação crítica e de impacto social.
Em 2023, as especializações mais populares, segundo os formandos, foram:
- Ciência da Computação (55);[26]
- Engenharia (53);[26]
- Ciências da Computação e Matemática (44);[26]
- Matemática (16).[26]

Em 2018, o Chronicle of Higher Education relatou que, em resposta às “reclamações dos alunos aos conselheiros de saúde mental e aos avaliadores externos”, a Harvey Mudd estava “considerando aliviar a pressão sobre os alunos sem sacrificar o rigor”.

### Admissões

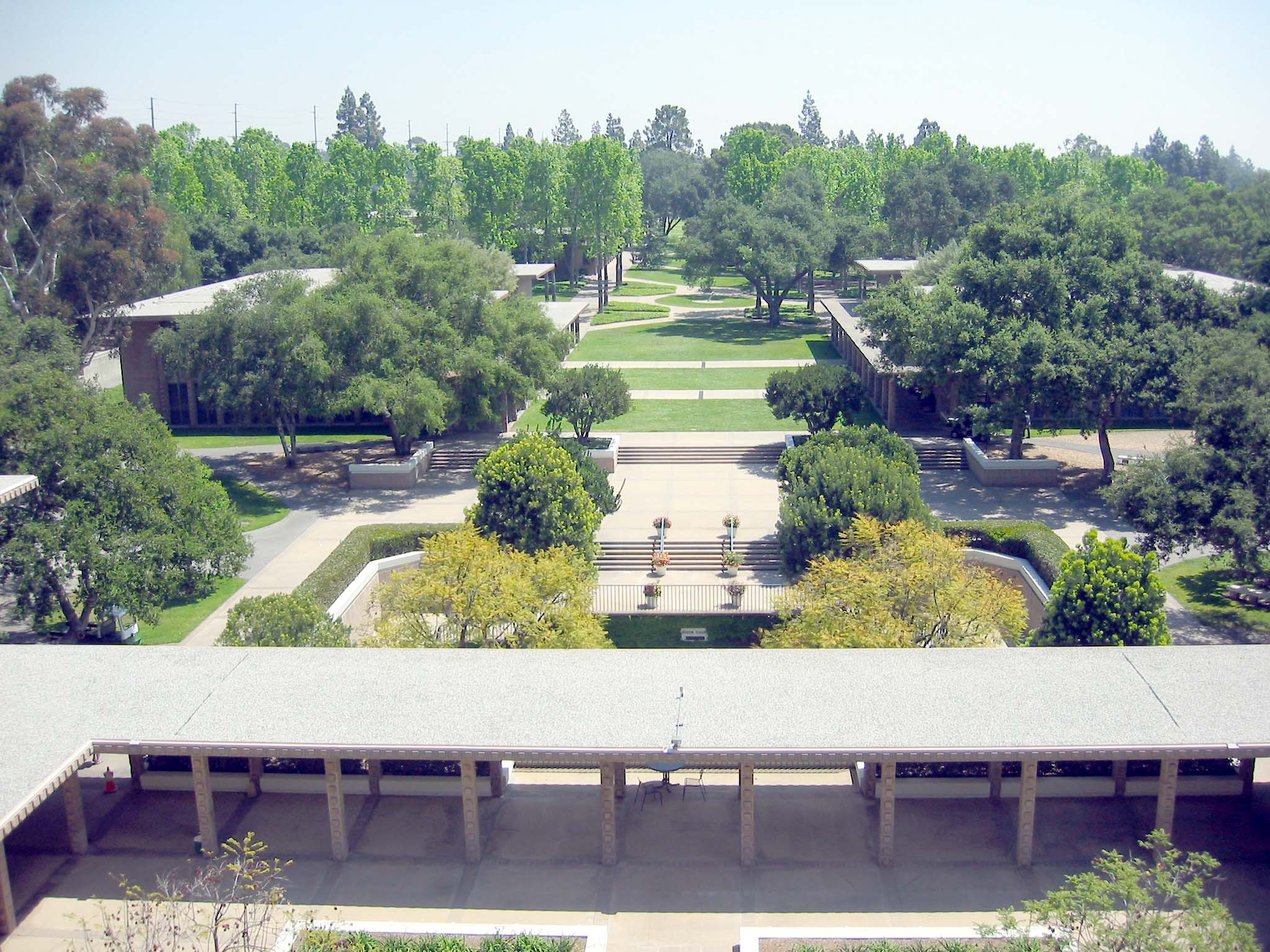
Vista central do campus.

Em 2022, a Harvey Mudd recebeu 4.440 inscrições e admitiu 593 candidatos, o que resultou em uma taxa de aceitação de 13,3%. Dos 237 calouros que se matricularam, a média de 50% das pontuações do SAT registradas foi entre 760 e 790 em matemática e entre 720 e 770 em leitura e redação, enquanto a faixa do ACT Composite foi de 34 a 36.
A Harvey Mudd, juntamente com a Universidade Wake Forest, foi a última instituição com cursos de quatro anos nos Estados Unidos a aceitar somente as pontuações do SAT para admissão. Em agosto de 2007, durante o processo de inscrição para a turma de 2012, a HMC começou a aceitar os resultados do ACT.
Devido à pandemia de COVID-19, a Harvey Mudd dispensou a exigência de pontuações no SAT ou ACT para as turmas de formandos de 2021 e 2022. Essa política foi estendida para as turmas de 2023 e 2024.

### Rankings
Em 2020, a Washington Monthly classificou a Harvey Mudd em quinto lugar entre 218 faculdades de artes liberais dos EUA com base em sua contribuição para o bem público, medida pela mobilidade social, pesquisa e promoção do serviço público. A revista Money classificou a Harvey Mudd em 136º lugar entre 744 instituições em seu relatório Best Colleges For Your Money 2019.
No relatório America's Best Colleges de 2021 do U.S. News & World Report, a Harvey Mudd College está empatada em 25º lugar entre as melhores faculdades de artes liberais dos EUA, em segunda entre as escolas de graduação em engenharia dos Estados Unidos cujo grau mais alto é o mestrado e em sexto lugar entre as 50 faculdades de artes liberais avaliadas como “Faculdade mais inovadora”. Em 2019, a Forbes classificou a Harvey Mudd em 23º lugar em seu ranking das "Melhores Faculdades dos Estados Unidos” entre 650 instituições militares, universidades nacionais e faculdades de artes liberais.

## Mensalidades e custos
Em 2021, o custo anual total por aluno da Harvey Mudd (incluindo mensalidades, taxas, hospedagem e alimentação) foi de US$ 82.236. Cerca de 70% dos calouros recebem ajuda financeira.

## Vida estudantil

### Atletismo

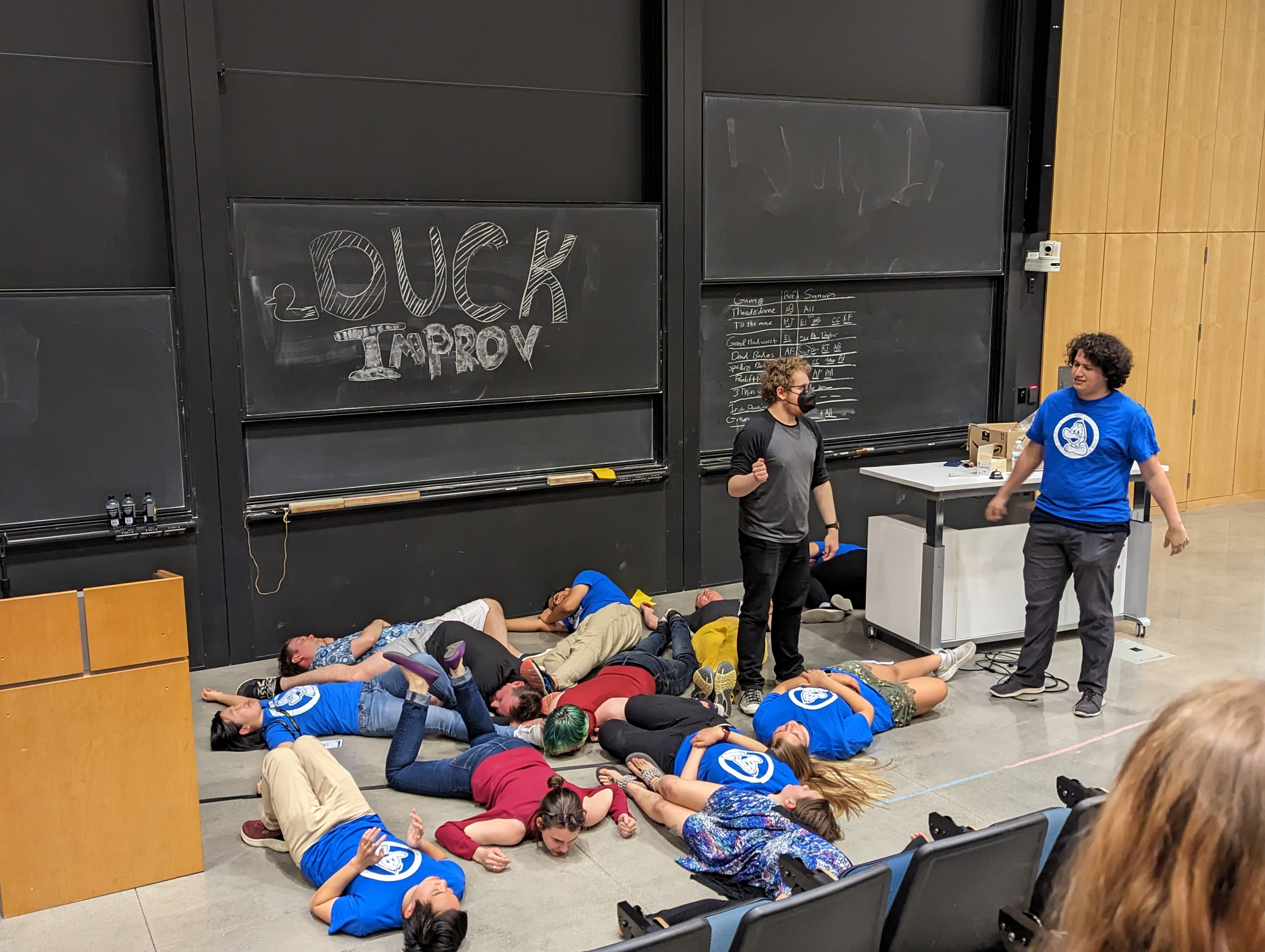
Show de improvisação realizado em Harvey Mudd.

Os atletas da Harvey Mudd competem com os atletas da Claremont McKenna College e da Scripps College, formando a equipe Claremont-Mudd-Scripps Stags e Athenas (CMS). Os times participam da Divisão III da NCAA na Conferência Atlética Intercolegial do Sul da Califórnia (SCIAC). O mascote das equipes masculinas é Stanley the Stag e o das equipes femininas é Athenas. Suas cores são azul e dourado.
De acordo com a classificação da Learfield Director's Cup de outono da Divisão III para o ano de 2016-2017, a CMS está em 12º lugar entre os programas da Divisão III e em primeiro lugar entre as faculdades da SCIAC.
A outra combinação esportiva das Faculdades de Claremont, e principal rival da CMS, é a equipe Pomona-Pitzer Sagehens (PP), formada pela Pomona College a e pela Pitzer College. É conhecida como Sixth Street Rivalry.

#### Instalações esportivas
- Beisebol - Bill Arce Field;[48]
- Basquete e vôlei - Roberts Pavilion;[48]
- Futebol e lacrosse - John Zinda Field;[48]
- Softball - Softball Field;[48]
- Futebol - John Pritzlaff Field;[48]
- Esportes aquáticos - Matt M. Axelrood Pool;[48]
- Tênis - Biszantz Family Tennis Center;[48]
- Atletismo - Burns Track Complex.[48]

### Relações com a Caltech
O Instituto de Tecnologia da Califórnia (Caltech), que possui destaque em ciências naturais e engenharia, está localizado a 42 quilômetros de distância da Harvey Mudd. Ocasionalmente, os alunos da Harvey Mudd interagem com os alunos da Caltech. Em 1986, eles roubaram um canhão memorial da Fleming House na Caltech (originalmente da Guarda Nacional), vestindo-se como pessoal de manutenção e levando-o em um caminhão para “limpeza”. Os alunos devolveram o canhão depois que a Caltech ameaçou tomar medidas legais. Em 2006, o Instituto de Tecnologia de Massachusetts (MIT) replicou a brincadeira e levou o mesmo canhão para seu campus em Cambridge, Massachusetts.

## Alunos notáveis
Os ex-alunos notáveis da Harvey Mudd College incluem:
- Donald Chamberlin (1966), co-inventor do SQL;[52]
- Richard Jones (1972), diplomata;[53]
- Stanley Love (1987), astronauta;[54]
- George Nelson (1972), astronauta;[55]
- Sean Plott (2011), comentarista de esportes eletrônicos e designer de jogos;[56]
- Jennifer Holmgren, CEO da LanzaTech.[57]